# 地方創生
地方創生（ちほうそうせい）とは、東京一極集中を是正し、地方の人口減少に歯止めをかけ、日本全体の活力を上げることを目的とした一連の政策である。2014年（平成26年）9月3日の第2次安倍改造内閣発足後の記者会見で発表された。当時の施策はローカル・アベノミクスともいう。

## 概要

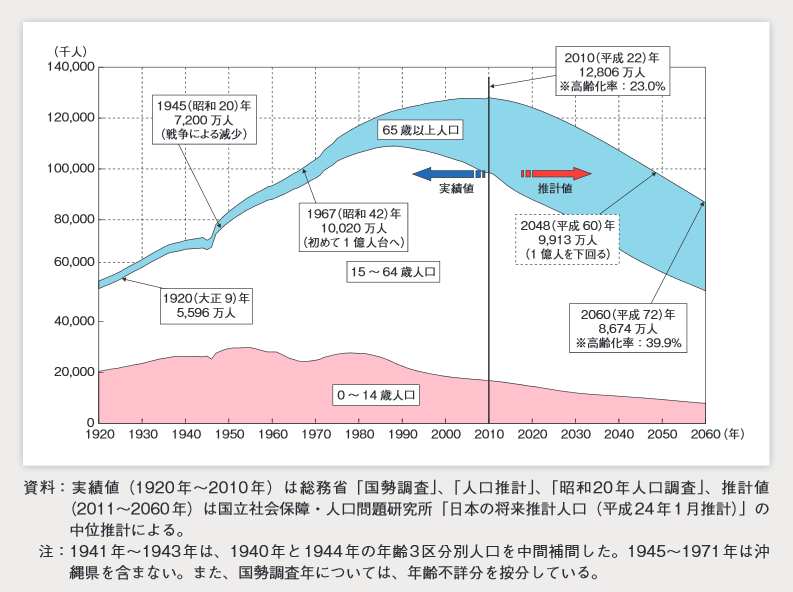
日本の人口構造の推移と見通し。全体の人口減少と同時に65歳以上の人口（青）の割合が上昇する。

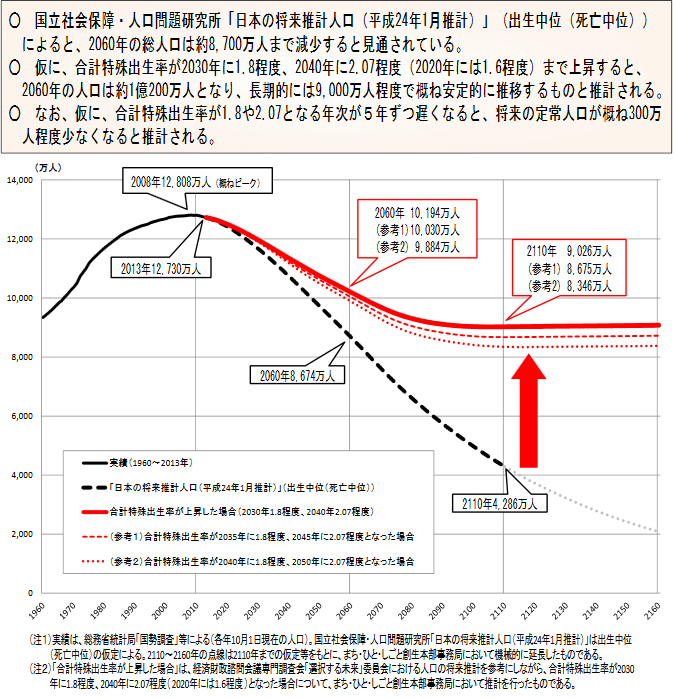
赤の太線は2030年に出生率が1.8程度、2040年に2.07程度に上昇した場合の人口の推移予測。

加速度的に進む日本全体の人口減少は、日本の経済社会にとって大きな重荷であり、今後も続くと推計される東京圏への人口流入に起因する、地方から始まり都市部へと広がる人口減少の是正のため、各地域の人口動向や将来の人口推計（地方人口ビジョン）、産業の実態や、国の総合戦略などを踏まえた、地方自治体自らによる「地方版総合戦略」の策定と実施に対して、国が情報・人材・財政の各種支援を、地方の自立性、将来性、地域性、直接性、そして結果重視の原則に即して行い、地方における安定した雇用の創出や、地方への人口の流入、若い世代の結婚・出産・子育ての希望をかなえ、時代に合った地域をつくり、安心な暮らしを守るとともに、地域間の連携を推進することで、地域おこしとその好循環の維持の実現を目指すとしている。
国の総合戦略の具体的な目標や展望については以下のとおり。
- 2020年に向けての主な目標[8][9]
  - 地方の若者の雇用数：5年間で30万人（2015年時点では5.9万人→2016年9.8万人）
  - 若い世代の正規雇用労働者など（自らの希望による非正規雇用労働者等を含む）の割合を[10]、ほかの年代と同水準に（2014年の15～34歳の割合は92.7%に対し、すべての年代では93.7%→2015年はそれぞれ93.6%、94.0%）
  - 女性の就業率：77%（2014年70.8%→2015年71.6%）
  - 地方から東京圏への人口転入：6万人減（2014年は1732人増加）、東京圏から地方への転出：4万人増（2014年は11,152人減少）→（2015年は12万人の転入超過）（2019年は日本人だけで14万6千人の転入超過で均衡目標を2024年に先送りした[11]）
  - 安心して結婚や出産・子育てができる社会の実現（2013年度で、そう考える人の割合が19.4%のところを、40%以上に）
  - 第一子出産前後の女性の継続就業率：55%（2010年38%→2015年53.1%）
  - 結婚希望実績指標[注釈 2]：80%（2010年68%）
  - 夫婦の予定子供数（平均は2.12人）の実現率：95%（2010年、2015年共に93%）
  - 公共交通の利便性の高いエリアに居住している人口割合：三大都市圏90.8%（2014年度90.5%→2015年度90.6%）、地方中核都市圏81.7%（78.7%→79.1%）、地方都市圏41.6%（38.6%→38.7%）
  - 地域公共交通網形成計画の策定総数：100件（2015年11月末時点で60件→2016年9月末で13件）
- 長期ビジョン（中長期の展望）[8]
  - 希望出生率である1.8を達成し、東京一極集中の是正を行うことによって、2050年台の実質GDPを1.5～2%に維持しつつ、2060年には一億人前後の人口を確保

## 政策

### 新型交付金
地方自治体それぞれの地方版総合戦略に対しての交付金。地方創生推進交付金、地方創生加速化交付金など。地方の自立性や官民連動を要件とした先駆性のある事業に用いられる。例えば人口流入策なら、一定期間の流入数や増加率のような、自治体自らが策定した具体的な数値目標を、国が精査して交付額や対象事業を決定し、進捗状況を国や地域住民とともに毎年検証して、場合によっては見直しを求めたり交付の変更が可能と、目標達成のために、具体的な数値目標を立て、その進捗状況を計測する「KPI（重要実績評価指標）」の設定や、「PDCAサイクル」を確立するとともに、個々の事業において民間資金を誘発し、将来的には本交付金に頼らない自立した事業構築を促すとしている。
国の総合戦略に設定している主なKPIは以下。
- 6次産業化市場：10兆円（2013年度4.7兆円→2014年度5.1兆円）
- 農林水産物などの輸出額：1兆円（2014年6117億円→2015年7451億円）
- 訪日外国人旅行消費額：8兆円（2014年2.0兆円→2015年3兆4771億円）
- 地域の中核企業、中核企業候補の支援：3年で2000社支援、雇用数8万人創出（2014年度0.1万人→2015年度0.1万人）
- 年間の地方移住あっせん件数：11,000件（2014年約4000件→2015年度約7600件）
- 企業の地方拠点機能強化件数：7500件増加（2015年目標値808件→2016年1403件）、地方での雇用者数を4万人増加（2015年目標値6600人→2016年11,560人）
- 地元の大学に進学する割合：平均36%（2015年度32.3%→2016年度32.2%）
- 若者の就業率：79%（2014年76.1%→2015年76.1%）
- 支援ニーズ高い妊産婦への支援実施：100%（2015年度86.4%）
- 男性の育児休業取得率：13%（2014年2.30%→2015年2.65%）
- 「小さな拠点」の形成数：1000か所（2016年度722か所）
- 住民の活動組織（地域運営組織）形成数：3000団体（2014年度1656団体→2015年度1680団体）
- 連携中枢都市圏の形成数：30圏域（2015年4圏域→2016年17圏域）
- 中古・リフォーム市場規模：20兆円（2013年11兆円）

### 政府関係機関の地方移転
東京一極集中是正の観点から、中央省庁や研究・研修機関などの地方移転を検討。道府県からの提案を踏まえ、地方経済活性化や人口流入の好循環、機関として機能の維持や向上、移転への全国的な理解、不要な財政負担や組織・人員の焼け太りを防ぐような、地元の官民の協力・受入体制が可能なのかの視点に立って検討される。政府関係機関の新設に当たっては、真に東京圏内での立地が必要なものを除き、東京圏外での立地を原則とすることとなった。

### 特区
地域の活性化のために、国による規制を緩和するなどの特例を、特定の地域に適用する制度。特別区域。

#### 国家戦略特区

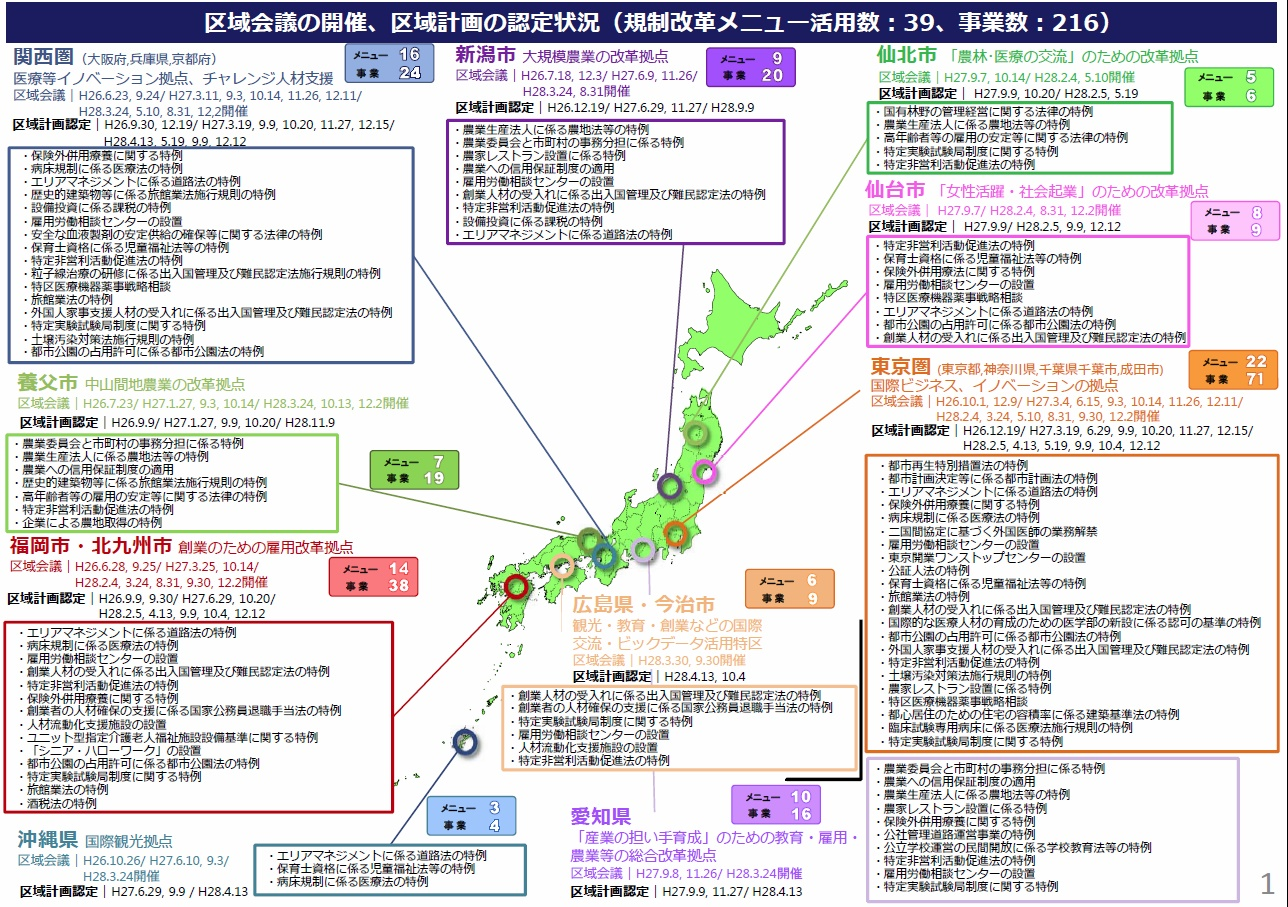
国家戦略特区の認定状況（2016年12月12日現在）。

産業の競争力を強化し、国際的な経済活動の拠点の形成のため、経済社会の構造改革や規制改革などの施策を推進する特区。また、国家戦略特区の制度を利用した特区の中で、地方創生を目的とした「地方創生特区」があり、更にその一つの形として、遠隔医療、遠隔教育、無人航空機、自動運転車などの新技術を実証する領域を確保し、新たな商品・サービスに関するイノベーションの喚起をコンセプトにした、「近未来技術実証特区」がある。主な規制改革の例は以下。
- 起業・開業・雇用
  - 起業や年金・社会保険などの各種手続きを一箇所で申請可能な窓口の設置など[21]、公証人の役所外での職務が可能に[22]（公証人法の特例[23]）
  - NPO法人の設立手続きの迅速化[22]（特定非営利活動促進法の特例[24]）
  - 起業直後の企業の人材確保を支援するため、国家公務員が企業に転職したのち、再び国家公務員となった場合の退職手当の配慮[22]（国家公務員退職手当法の特例[25]）
  - シルバー人材センターに登録している高齢者の労働時間の延長など、高齢者の雇用の規制緩和[26]（高年齢者等の雇用の安定等に関する法律の特例[27]、現在は全国展開[28]）
  - 外国人による起業の要件の緩和や[29]、家事代行サービスの解禁[30]（出入国管理及び難民認定法の特例[31]）
  - 法人税の優遇措置などの課税の特例の適用[32]（租税特別措置法の適用[33]）
  - 特区に関する事業を営む企業に融資を行った、指定金融機関への利子補給金の支給[34][35]
- 医療
  - 高度先進医療の実現のための病床増設[36]（医療法の特例[37]）
  - 医療法人の理事長に、医師でなくても就任可能に[22]（医療法の特例[38]）
  - 血液が原料の試験用細胞などの製造・販売の規制を緩和[39]（安全な血液製剤の安定供給の確保等に関する法律の特例[40]）
  - 臨床修練制度における、外国人医師の受け入れの規制を緩和[41]（外国医師等が行う臨床修練等に係る医師法第十七条等の特例等に関する法律の特例[42]）
- 農林水産業
  - 企業などの農業への参入の要件の緩和[43]（農地法等の特例[44]、現在は全国展開[28]）
  - 国有林の貸付・使用の対象者や面積の規制を緩和[45]（国有林野の管理経営に関する法律の特例[46]）
  - 漁業生産組合の設立や維持の要件人数の緩和[47]（水産業協同組合法の特例[48]）
- 保育・教育・社会福祉
  - 地域限定保育士の導入[49]（児童福祉法等の特例[50]）
  - 公立学校の管理運営を民間に委託する、公設民営学校の設置[51]（学校教育法等の特例[52]）
  - 都市公園に保育所や社会福祉施設の設置を認可（都市公園法の特例[53]）。
- まちづくり
  - 建築における、容積率や用途地域の規制の緩和[54][55]（建築基準法の特例[56]）
  - 路上イベントなどの、道路占用許可の規制の緩和[57]（道路法の特例[58]）
  - 宿泊施設に個人所有のマンションなどを利用できる民泊や、歴史的建築物を宿泊施設として活用する場合の要件緩和など、旅館業法の適用の除外[59][60][61]（旅館業法の特例[62]）
  - 都市計画などの認可を、総理大臣の認定をもってなされたとみなす、認可手続きの一括化[55]（土地区画整理法・都市計画法・都市再開発法・都市再生特別措置法の特例[63]）
- 政令・条例等による規制の特例措置[64]

#### 総合特区
日本の経済社会の活性化と持続した発展のために、産業構造や国際的な競争条件の変化、少子高齢化の進展などの経済社会情勢の変化に対応して、産業の国際競争力の強化と、地域の活性化に関する施策を推進する特区。産業の国際競争力強化を目的とした「国際戦略総合特区」と、地域の活性化が目的の「地域活性化総合特区」の２つがある。
- 国際戦略総合特区と地域活性化総合特区の両方の特例など
  - 大枠で住居・商業・工業の用途に分けられている、用途地域の規制の緩和[66]（建築基準法の特例[67]）
  - 法人税の優遇措置などの課税の特例の適用[32]（租税特別措置法の適用[68]）
  - 特区に関する事業を営む企業に融資を行った、指定金融機関への利子補給金の支給[66][69]
  - 補助金などの処分の制限に係る承認の手続きの特例[66][70]
  - 中小企業基盤整備機構による市町村への資金貸付[71]
  - 政令・条例等による規制の特例措置[72]
- 国際戦略総合特区の特例
  - 国有の建物と敷地の無償譲渡[73]（国有財産法の特例[74]）
  - MICE（国際会議など）の参加者を載せた客船が寄港可能に[73]（海上運送法の特例[75]）
  - 農業用の自動車の車検の有効期間を一年伸長[73]（道路運送車両法の特例[76]）
  - 工場建設の際の敷地面積に対する緑地面積率・環境施設の設置規制の緩和（地域経済牽引事業の促進による地域の成長発展の基盤強化に関する法律の特例[77]）

#### 構造改革特区
官民の事業や経済活動が、古い規制により妨げられていることに対して、特区を設けることによって構造改革を進めることにより、地域の特性を活かした地域活性化の実現を目指して創設された特区。2015年の法改正で、以下の特例が追加された。
- 通常、国家資格が必要な全国通訳案内士
- 地方道路公社が有料道路の施設を所有したまま、料金徴収などの運営権を民間に売却可能に[80]（道路整備特別措置法及び民間資金等の活用による公共施設等の整備等の促進に関する法律の特例[81]）

### 情報・人材支援

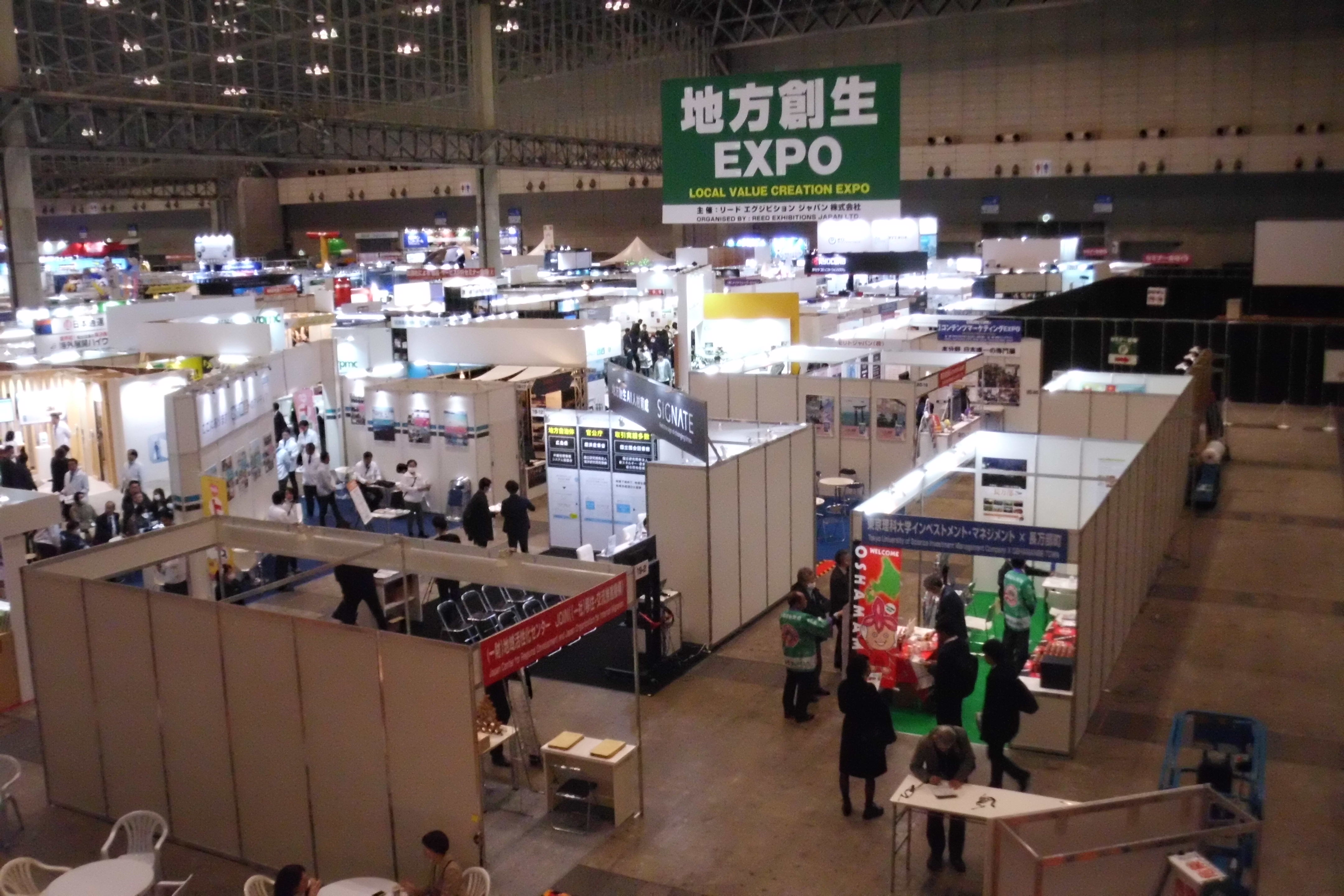
地方創生エクスポ（2020年2月5～7日、幕張メッセ）では観光以外の様々な業態も参加した

#### 地域経済分析システムの提供
国や民間が持つ、企業間取引や産業の分野別の情報、時間ごとの人の流れなどの地域経済に関わる様々な情報を収集したビッグデータを可視化した、地域経済分析システム「RESAS（リーサス）」とデータのAPIを提供。一部の情報を除き誰でも利用できる。あわせてRESASの使い方を学べるEラーニングも開講している。

#### 地方創生カレッジ
地方版総合戦略の事業展開に必要な人材の育成・確保のためのオンライン講座。データ分析・総合戦略の検討、事業化・事業推進、官民の連携などを学ぶ基盤編と、総合戦略の事業化、資金調達の各種手法、地域産業の振興などを学ぶ総合プロデューサー、観光・DMO、地域商社、生涯活躍のまちなどについて学ぶ分野別プロデューサー、住民自治や交流について学ぶ地域コミュニティーリーダーの3種類の専門編がある。

#### 地方創生人材支援制度
市町村長の補佐役として、国家公務員や大学の研究者、民間シンクタンクの人材などを派遣し、地方創生に意欲のある市町村の総合戦略の施策の推進を支援する制度。

#### 地方創生コンシェルジュ
地方自治体の地方創生の取り組みの相談を、一括して引き受ける国の相談窓口。それぞれの都道府県の出身や勤務経験がある、各省庁の職員が対応にあたる。

#### プロフェッショナル人材事業
各地域の企業と、都市圏などの企業で商品開発など様々な分野の専門知識を持つ人材を結びつける拠点の設置。地域活性化の好循環のため、地域企業の事業革新や新商品開発など、積極的な経営への転身をサポートを行うとしている。

#### 地域活性化伝道師
地域の成長力の強化や雇用創出などを将来担えるような人材育成のために、地域産業、農林水産業、観光などの特定の知識を持つ専門家を紹介。

### 地域再生・計画

#### 地域再生制度
地域の活性化や雇用の創出などを推進するため、地域再生法に基づき、地方自治体の「地域再生計画」を支援する制度。農地を面積などの要件にかかわらず、企業やNPO法人の施設に転用の可能化や、地方に本社機能を移した企業への税制優遇措置などの規制緩和、観光客の誘致、道路や港のインフラ整備などの事業に対して、補助金で支援などの施策を行うほか、地方交付税を交付されていない一部の自治体以外の対象事業に、企業が寄付をした場合、約3割の損金算入と、最大で3割の税額控除を合わせて、寄付額の約6割が減税の対象となる「地方創生応援税制（企業版ふるさと納税）」。地方や、地域の町中への移住を希望する、50代以上を中心とした中高齢者の生活拠点「生涯活躍のまち（日本版CCRC）」や、診療所や学校、交通サービスなどの各種生活支援機能を集約・確保する「小さな拠点」の形成事業に対して、情報・人材・財政支援に加え、移住者の雇用や介護サービス等の、事業のための認可手続きを簡略化する特例措置などを行う。

#### 中心市街地活性化
中央市街地の都市機能や経済活動の活性化を、少子高齢化、消費生活などの社会環境の変化に応じて支援する制度。市町村が策定した中心市街地活性化基本計画を内閣が認定して、都市再生整備計画事業、暮らし・にぎわい再生事業、中心市街地共同住宅供給事業、街なか居住再生ファンド、中心市街地再興戦略補助金、中心市街地活性化ソフト事業の各種支援を行う。

#### 都市再生制度
21世紀型都市再生プロジェクトや土地の有効利用を、環境、防災、国際化等の観点から推進する制度。2014年の閣議決定で、医療・福祉、商業施設などが住居の近くにある、あるいは公共交通によりアクセスができるなど、日常生活に必要なサービスが身近にある「コンパクトシティ」を目指すことによって、生産性の向上や都市経営コストの縮減を目指すなどの、都市再生基本方針の変更が行われた。

#### 環境モデル都市・環境未来都市
温室効果ガス排出の大幅な削減などの目標を掲げて、低炭素社会の実現と持続的発展に向けて取り組む「環境モデル都市」を基盤として、低炭素・省エネルギーなどの環境価値や、介護や育児などの社会的価値、雇用や観光などの経済的価値の三側面の価値のある、「環境未来都市」の実現と、その成功事例の国内外への普及を目指す取り組み。

## 政策活用の具体例

### 政府関係機関の地方移転
文化庁の京都府への数年内（2023年）の全面的な移転のほか、研究・研修機関等のうち、23機関・50件の全面移転や一部移転などが盛り込まれた政府の基本方針が決定された。2017年度に各関係者間で取組の年次プランが作成されている。
| 移転機関                 | 都道府県 | 備考           |
| ------------------------ | -------- | -------------- |
| 国立健康・栄養研究所     | 大阪府   | 移転（2023年） |
| 酒類総合研究所東京事務所 | 広島県   | 移転（2015年） |

| 移転機関                       | 都道府県               | 備考                                                                                 |
| ------------------------------ | ---------------------- | ------------------------------------------------------------------------------------ |
| 海洋研究開発機構               | 青森県・高知県         | 連携拠点の設置、地方拠点の拡充                                                       |
| 国立がん研究センター           | 山形県                 | がんのメタボローム研究分野の研究拠点の設置                                           |
| 水産研究・教育機構             | 宮城県・静岡県         | 水産研究の連携拠点の設置等                                                           |
| 水産研究・教育機構             | 福井県                 | 新日本海水産振興センターの設立協力                                                   |
| 水産研究・教育機構             | 山口県                 | 山口連携室の設置（2017年）                                                           |
|                                | 福島県                 | イノベーション・コースト構想におけるロボットテストフィールド、国際産学連携拠点の設置 |
| 医薬基盤・健康・栄養研究所     | 新潟県・佐賀県         | 研究連携に向けた協議会の設置等                                                       |
| 産業技術総合研究所             | 石川県・福井県         | 中部センター石川サイト、福井サイトの設置（2016年）                                   |
| 産業技術総合研究所             | 愛知県                 | 産総研・名大窒化物半導体先進デバイスオープンイノベーションラボラトリの設置（2016年） |
| 産業技術総合研究所             | 福岡県                 | 産総研・九大水素材料強度ラボラトリの設置（2017年）                                   |
| 国立医薬品食品衛生研究所       | 富山県                 | 天然物医薬品分野での研究連携拠点の設置                                               |
| 情報通信研究機構               | 石川県                 | 北陸ICT連携拠点の設置（2016年）                                                      |
| 情報通信研究機構               | 京都府                 | 地方拠点の機能拡充、研究連携体制の構築                                               |
| 理化学研究所                   | 福井県                 | 育種研究連携拠点の設置                                                               |
| 理化学研究所                   | 兵庫県                 | 科学技術ハブ推進本部関西拠点の設置（2016年）                                         |
| 理化学研究所                   | 京都府・広島県・福岡県 | 研究連携拠点の設置 等                                                                |
| 農業・食品産業技術総合研究機構 | 愛知県・島根県・香川県 | 連携拠点の設置、地方拠点の拡充                                                       |
| 農業・食品産業技術総合研究機構 | 鳥取県                 | 鳥取ナシ育種研究サイトの設置（2017年）                                               |
| 国立環境研究所                 | 滋賀県                 | 琵琶湖分室の設置（2017年）                                                           |
| 海上技術安全研究所             | 愛媛県                 | 造船技術力強化を図るための連携拠点の設置                                             |
| 宇宙航空研究開発機構           | 山口県                 | 西日本衛星防災利用研究センターの設置（2017年）                                       |
| 防衛装備庁艦艇装備研究所       | 山口県                 | 岩国海洋環境試験評価サテライトの設置                                                 |

| 移転機関                       | 都道府県                       | 備考                                                                       |
| ------------------------------ | ------------------------------ | -------------------------------------------------------------------------- |
| 教職員支援機構                 | 秋田県・富山県・福井県・三重県 | 研修の実施                                                                 |
| 医薬品医療機器総合機構         | 富山県                         | 北陸支部、アジア医薬品・医療機器トレーニングセンター研修所の設置（2016年） |
| 国立美術館                     | 石川県                         | 東京国立近代美術館工芸館の移転（2020年）                                   |
| 宇宙航空研究開発機構           | 岐阜県                         | 宇宙教育活動における連携                                                   |
| 森林技術総合研修所             | 山梨県                         | 森林調査研修、森林立地研修の実施                                           |
| 森林技術総合研修所             | 岐阜県・岡山県                 | 木材産業・木材利用研修の実施                                               |
| 自衛隊体育学校                 | 長野県・岡山県                 | 自衛隊体育学校の合宿の実地                                                 |
| 高齢・障害・求職者雇用支援機構 | 鳥取県                         | 職業能力開発総合大学校基盤整備センター高度訓練開発室の移転                 |
| 国際協力機構                   | 島根県                         | 開発途上国の行政官等を対象とした青年研修等の研修機能の一部移転             |
| 環境調査研修所                 | 福岡県                         | 北九州研修事業事務局の設置（2016年）                                       |
| 環境調査研修所                 | 熊本県                         | 水俣研修事業事務局の設置（2017年）                                         |
| 国際交流基金                   | 大分県                         | 「日本語パートナーズ事業」に係る一部機能の移転による研修拠点の設置         |

| 移転機関                                               | 都道府県       | 備考                                                                               |
| ------------------------------------------------------ | -------------- | ---------------------------------------------------------------------------------- |
| 文化庁・国立文化財機構・国立美術館・日本芸術文化振興会 | 京都府         | 地域文化創生本部の設置（2017年）、文化庁の移転（2023年）                           |
| 消費者庁・内閣府消費者委員会・国民生活センター         | 徳島県         | 消費者行政新未来創造オフィスの設置（2017年）、新未来創造戦略本部への再編（2020年） |
| 総務省統計局・統計センター                             | 和歌山県       | 統計データ利活用センターの設置（2018年）                                           |
| 特許庁・工業所有権情報・研修館                         | 大阪府         | 工業所有権情報・研修館の近畿統括拠点の設置（2017年）                               |
| 中小企業庁                                             | 大阪府         | 近畿経済産業局中小企業政策調査課の設置（2017年）                                   |
| 観光庁                                                 | 北海道・兵庫県 | 観光ビジョン推進地方ブロック戦略会議の発足                                         |
| 気象庁                                                 | 三重県         | 津地方気象台と研究会の共同設置                                                     |

### 特区の活用
- 宮城県仙台市では、地域限定保育士試験の実施や、都市公園内でも保育所が設置できる特例を利用して、待機児童ゼロを目指している[45]。
- 秋田県仙北市では、市内の国有林野の利用の規制緩和を受けて[45]、ドローンで本の輸送の実証実験や[111]、国内外から企業や研究者、一般人が参加して性能や操作技術を競う「ドローンレース」が開催[112][113]。また、完全自動運転（運転手がいない状態。レベル4）のバスの公道での実証実験が行われた[114]。さらに、外国人医師の地方での診療の解禁の特例を利用して、外国人観光客を対象とした診療と、地元の温泉での療養を組み合わせた、医療ツーリズムの拡充を目指している[45]。
- 新潟県新潟市では、農業生産法人の設立の要件緩和を利用して、大手コンビニなどの事業者が農業に参入している[115]。
- 東京圏（東京都・千葉県千葉市・成田市・神奈川県）
  - 東京都大田区では、民泊の申請受付が開始された[116]。
  - 千葉県千葉市の幕張新都心では、東京湾臨海部の物流拠点に近く、高層マンションが多いという特徴を利用して、マンション各戸のベランダにドローンで直接配送を目指しているほか、特区内の薬局から各住居へ処方箋を届けるサービスも実施予定[117]。2016年4月に実証実験が行われた[118]。
  - 神奈川県では、外国人による家事代行サービスを解禁予定[119]。
- 愛知県では、公設民営学校の設置や企業の農業への参入の特例活用を検討[45]。
- 関西圏（京都府・大阪府・兵庫県）
  - 京都府京都市では、iPS細胞を開発した京大と、その周辺にiPS関連の企業や研究施設が集積しており、iPS細胞から作製した試験用細胞の製造・販売の特例を利用して、関連産業の発展を促すとしている[39]。
  - 大阪府では、民泊の申請受付が開始[120]。
- 兵庫県養父市では、農業の多様な担い手を増やすために、農業に関わる特例を利用して、新規事業者による耕作放棄地の再生や農家レストランの運営。また、大手企業の農業への参入推進を進めているほか、古民家を宿泊施設として活用[60]。
- 広島県・愛媛県今治市では、一体で特区に指定され、共通の取り組みとして、民間主導の道の駅やドローンによる橋梁点検などの推進や、個別の政策では、広島県は外国人による家事支援・起業・診療などを、今治市では獣医大学の誘致や、地元の地場産業や観光での外国人人材の受け入れを目指している[121][122]。
- 福岡県福岡市・北九州市
  - 北九州市では、歩行支援ロボットや、介護者がベッドから車いすに乗り移る際の移乗補助装置など、介護ロボットの実用化の推進や、首都圏の高齢者が北九州へUターンして働きづつけたい場合などに対して、「シニア・ハローワーク」を設置して、高齢者雇用の拡大や、人材やノウハウ集積を進めるとしている。また、民泊や古民家などの歴史的建造物を宿泊可能にして、観光の目玉にする案もある[123]。

### 情報・人材活用
- 地域経済分析システム「RESAS（リーサス）」を利用した出前講座が、学生などの若者がそれぞれの地域の現状と将来に対しての理解を深めることを目的に大学などで開催されたほか、RESAS普及のため、高校生から一般までを対象とした、RESASを利用して地域の現状や課題を分析して解決策を提案する、政策アイデアコンテストも開催されている[124][125]。

## 評価・論点
- 2016年度の新型交付金の要求額が1000億円規模と、2014年度補正予算で先行計上した1700億円を下回っており、2014年度補正を大幅に上回る規模を要請していた全国知事会から不満の声があがっていた[126]。政府はこれに対応して[127]、1000億円規模の「地方創生加速化交付金」を2015年度の補正予算に組み込んだ[128]。
- 政府関係機関の地方移転について、東京一極集中是正の観点から、まずは国が率先して移転を行い、民間企業にも本社機能の地方分散を促す狙いがあるとされるが、中央省庁では文化庁の全面的な移転が決定されたのみで、消費者庁など他の省庁の移転は難航しており、与党からは迫力に乏しいとの声もある[129]。
- 特区において、外国人医師が臨床修練制度の要件緩和で地方の診療所でも受け入れ可能になったことについて、日本医師会の横倉義武会長は、「単独の診療所で外国人医師に対して一人の指導医がいるだけでいいというのは、安全上の問題がありすぎる」と指摘し、更に、指導医について資格要件を明確にするべきと述べた[130]。
- 都道府県の地方人口ビジョンでは、人口増加を見込む沖縄県をはじめ、人口ビジョンを示した他の道府県でも施策なしの場合より、人口減少に歯止めがかかるとの推計が示された。ただ、一部の地方議員や有識者からは、出生率や人口流入などの想定が、根拠に乏しいなどの批判や、大都市の出生率こそ改善させる必要があるとの意見も出ている[131]。
- 地域振興に関わる自治体職員にアンケートを行ったところ、約8割の職員がやりがいを持って取り組んでいると答えたが、施策が平均的な水準より劣っていると感じている職員は全体平均で約25%、小規模の町村では50%以上おり、原因として職員の金融・経済の知識の不足、起業支援のノウハウや人材の不足などが挙げられている。対策として知識不足を補うための研修や、民間企業との人事交流、地元の金融機関との連携の推進などが必要[132]。
- 東京への転入者の大半が15歳から29歳の若者であり、大学進学で上京して、そのまま就職や結婚をする場合が多いので、政府は東京での大学の新増設を抑制する対策の検討や、東京圏の学生に対して地方企業へのインターンシップの拡大の目標を2016年の政府の総合戦略の改訂版に盛り込んだ[133][134]。東京での大学の新増設抑制には大学の経営の自由度を損なう恐れがあるとの意見が出ている[135]。
- 2020年2月4日の予算委員会で2014年に策定した「まち・ひと・しごと創生総合戦略」で20年に東京圏から地方への転出を4万人増加、地方から東京への転入を6万人減少させ東京圏の転入超過を解消する目標を掲げたが、19年は東京圏の転入者が転出者を約14万8千人も上回り3年連続で増え安倍首相は「20年度に逆転させるのは難しい」と述べた[136]。

## 政治の動向

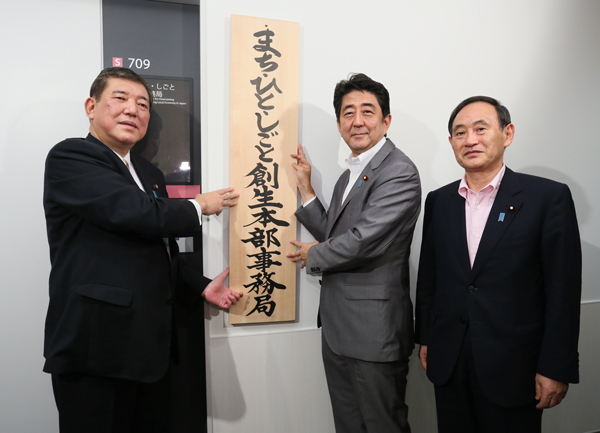
まち・ひと・しごと創生本部事務局の看板掛けの様子。左から石破茂地方創生担当大臣（当時）、安倍晋三内閣総理大臣、菅義偉内閣官房長官。

2014年9月3日、地方創生担当大臣に石破茂、内閣府副大臣に平将明、内閣府大臣政務官に小泉進次郎、大臣補佐官に伊藤達也が就任。同日、まち・ひと・しごと創生本部の設置を閣議決定。なお、まち・ひと・しごと創生は地方創生の言い換えとして扱われている。
同年11月21日、まち・ひと・しごと創生法、改正地域再生法が成立。
2014年度の補正予算で「地方創生先行型交付金」「地域消費喚起・生活支援型交付金」として、それぞれ1700億円、2500億円が配分され、前者は観光振興や産業振興、人材育成・確保などの事業に、後者はプレミアム付き商品券や、ふるさと名物商品・旅行券、多子世帯等支援策などに使用された。
2015年10月7日に行われた内閣改造で、石破が地方創生担当の内閣府特命担当大臣に就任、平と小泉が退任し、新たに副大臣に福岡資麿、政務官に牧島かれんが就任。
同年12月24日、国の総合戦略の改訂が閣議決定。地域全体の観光戦略を、地域のホテルなどの宿泊施設や飲食店などと連携して一体的に行う「日本版DMO」の整備の推進などが盛り込まれた。
2016年1月20日、地方創生に関連して、1000億円の地方創生加速化交付金など、合計で3188億円が盛り込まれた2015年度補正予算が成立。
同年3月29日、地方創生推進交付金1000億円（事業費ベースで2000億円）や、総合戦略に関連する事業費として約6579億円など、合計で約1兆5500億円が盛り込まれた2016年度予算が成立。
同年8月3日に行われた内閣改造で、政務三役全員が退任し、新たに大臣に山本幸三、副大臣に松本洋平、政務官に務台俊介が就任。
同年12月22日、国の総合戦略の改訂が閣議決定。東京での大学の新増設の抑制の検討や、地域を牽引する産業に財政支援を行う事業、空き家の観光利用などが盛り込まれた。
2022年12月23日、地方創生法に基づき総合戦略を改訂し、デジタル田園都市国家構想総合戦略を閣議決定。
2024年10月1日、首相に就任した石破茂は就任記者会見で、「新しい地方経済・生活環境創生本部」を創設して今後10年間の基本構想を策定する意向を示した。地方創生の進め方について、地域の産官学と金融機関、労働組合、報道機関の「産官学金労言」が一体となって特色を生かした発展を目指すのを政府が後押しすると強調。初代の担当相を務めた経験を踏まえ「原点に返り、リニューアルする」と力説した。同月11日、デジタル田園都市国家構想実現会議を発展させる形で新しい地方経済・生活環境創生本部が設置された。